# Soviet de Petrograd
Le soviet de Petrograd, plus exactement le soviet des députés ouvriers et des délégués des soldats de Petrograd, a été créé en Russie le 27 février 1917 (12 mars dans le calendrier grégorien), lors de la révolution de Février. Il se voulait l'organe représentatif démocratique direct des travailleurs et des soldats de Petrograd. Il a pris de l'importance au cours de la révolution russe comme un centre de pouvoir rival du gouvernement provisoire.

## Avant 1917
Pour un article plus général, voir Soviet.
Un premier soviet des travailleurs avait déjà été créé à Saint-Pétersbourg lors de la révolution de 1905. Mais le précurseur direct du soviet de Petrograd de 1917 est le « Groupe central des travailleurs » (russe : Центральная Рабочая Група), fondé en novembre 1915 par les mencheviks pour prendre place entre les travailleurs et le nouveau Comité industrialo-militaire central de Petrograd. Le groupe s'est radicalisé au fur et à mesure que la situation militaire de la Russie lors de la Première Guerre mondiale empirait et que la situation économique s'aggravait, en encourageant des manifestations de rue et en délivrant des messages révolutionnaires.

## Fondation du soviet
Le 27 janvier 1917 (9 février dans le calendrier grégorien), les dirigeants du Groupe central des travailleurs sont arrêtés et emmenés sur les ordres du ministre de l'Intérieur, Alexandre Protopopov. Le 25 février 1917 (10 mars dans le calendrier grégorien), lors d'une réunion interne, des mencheviks discutent pour la première fois de la restauration du soviet de Petrograd.
Les ouvriers arrêtés par Protopov sont libérés par une foule de soldats mécontents dans la matinée du 27 février 1917 (12 mars dans le calendrier grégorien), au tout début de la révolution de Février. Le même jour, une réunion est convoquée à l'initiative de trois mencheviks, K. A. Gvozdev, Vlorian Figniski dit l'anarchiste des Steppes et B. O. Bogdanov, pour organiser un soviet. La réunion est convoquée  au nom d'un « Comité exécutif provisoire du Soviet des députés ouvriers » au palais de Tauride, qui avait abrité jusqu'alors les réunions de la Douma d'État de l'Empire russe. Malgré le délai très court, l'assemblée constituante a lieu, dans le plus complet désordre. Selon certaines sources, 250 militants sont présentes, selon d'autres la plupart sont de simples curieux, quarante-cinq personnes seulement sont habilitées à voter. Un comité exécutif provisoire (Ispolkom) de huit ou neuf personnes est élu (aucune trace écrite de la réunion n'a été conservée).
Nicolas Tcheidze (Nicolas Tchkhéidzé) prend la tête de ce Comité exécutif provisoire. Il est secondé par Alexandre Kerenski et M. I. Skobelev (vice-présidents). Irakli Tsereteli participe au comité jusqu'à ce qu'il rejoigne le Gouvernement provisoire). Le journal Izvestia est choisi comme organe officiel du groupe. Comité décident d'accepter les soldats au soviet.
Le 28 février 1917 (13 mars dans le calendrier grégorien), des usines et certaines unités militaires élisent des délégués. Les élus sont plutôt des socialistes modérés : bolcheviks et socialistes-révolutionnaires obtiennent moins de 10 % des voix. La procédure d'élection est cependant chaotique. Quinze jours plus tard, le soviet de Petrograd compte 3000 députés, dont 2000 soldats, bien que la ville compte beaucoup plus d'ouvriers que de soldats. Les assemblées plénières sont mal organisées, il n'y a aucun ordre du jour, chacun est libre de prendre la parole.